# Stazione di Bolzano Sud
Stazione di Bolzano Sud vasútállomás Olaszországban, Trentino-Alto Adige régióban, Bolzano településen.

## Vasútvonalak
Az állomást az alábbi vasútvonalak érintik:
- Bolzano–Merano-vasútvonal

## Kapcsolódó állomások
A vasútállomáshoz az alábbi állomások vannak a legközelebb: 
- Stazione di Bolzano
- Stazione di Bolzano Casanova